# Vecchia America (film 1976)
Vecchia America (Nickelodeon) è un film del 1976 diretto da Peter Bogdanovich, con Ryan O'Neal, Burt Reynolds, Stella Stevens e Jane Hitchcock.

## Trama
Nel 1910, a Chicago, il giovane avvocato Leo Harrigan perde l'ennesima causa e per sfuggire all'ira del suo assistito si aggrega alla troupe di un produttore indipendente di film. Siamo agli albori del cinema, ma i piccoli produttori sono già minacciati dal potente trust dei grandi produttori, che per eliminare la concorrenza non esita a utilizzare metodi violenti. Da un giorno all'altro Harrigan diventa sceneggiatore e in breve tempo regista, spedito dal produttore nelle zone intorno a Los Angeles dove di lì a poco sorgerà Hollywood.
Intanto, a New York, un giovane disoccupato, Buck Greenway, trova lavoro presso le compagnie del monopolio cinematografico, pronto a improvvisarsi attore e stuntman, ma pagato anche per togliere dalla circolazione gli indipendenti. Finisce pure lui in California, dove passa dalla parte degli indipendenti, diventa amico di Harrigan e gli porta via la ragazza, Kathleen, un'ex attrice di teatro miope e distratta che è diventata la primattrice della piccola compagnia indipendente.
I due uomini, rivali in amore, vengono licenziati dal produttore, sempre meno attento alle ragioni dell'arte e sempre più attento a quelle del profitto, e rompono ogni legame dopo che Greenway ha sorpreso Harrigan a letto con Kathleen. Si ritroveranno tutti, inclusi i vecchi compagni di lavoro, nel febbraio 1915 alla prima mondiale di Nascita di una nazione di David W. Griffith, entusiasti e insieme sconfortati, perché «il più bel film che mai sarà fatto è già stato fatto». Ma forse ci proveranno di nuovo anche loro, magari con un film sulla guerra scoppiata in Europa l'anno prima.

## Produzione
Bogdanovich progettava di girare questo film sulle origini del cinema, che vagheggiava da molti anni, in bianco e nero e con interpreti sconosciuti, ma lo scarso successo commerciale del film precedente, Finalmente arrivò l'amore, lo costrinse ad accettare le richieste dei produttori, che volevano un film a colori e imposero al regista attori famosi quali Ryan O'Neal (già protagonista di due dei maggiori successi di Bogdanovich, Ma papà ti manda sola? e Paper Moon), Burt Reynolds e Stella Stevens. Pur rassegnato a realizzare il film a colori, il regista avrebbe voluto perlomeno Jeff Bridges nel ruolo che sarà di Burt Reynolds, John Ritter in quello di Ryan O'Neal (Ritter avrà comunque nel film un ruolo minore), Cybill Shepherd (a quel tempo fidanzata di Bogdanovich) nella parte assegnata poi alla modella Jane Hitchcock e Orson Welles nella parte del produttore indipendente, ma dovette piegarsi anche per la scelta del cast alle direttive dei produttori della Columbia.
Il copione di partenza, intitolato Starlight Parade, era stato scritto da W.D. Richter e si trattava – secondo la testimonianza del produttore Irwin Winkler – di un copione prevalentemente drammatico, che Bogdanovich rivoluzionò, riscrivendolo quasi da zero e trasformandolo (su insistenza dei produttori) in una commedia con qualche momento addirittura farsesco, sul modello di Ma papà ti manda sola?. Lui stesso però, col senno di poi, lo avrebbe voluto più duro, soprattutto nella caratterizzazione dei personaggi e della loro vita privata (nelle sue intenzioni originarie, ad esempio, il triangolo amoroso avrebbe dovuto essere più ambiguo, più amaro, e il personaggio di Ryan O'Neal meno simpatico).
In ogni caso, per rendere al meglio l'atmosfera e gli usi dell'epoca del cinema muto, Bogdanovich richiese l'aiuto di alcuni registi che dal muto avevano iniziato: Raoul Walsh e Allan Dwan, ringraziati nei titoli di coda, ma anche Leo McCarey (a cui si ispira l'idea dell'avvocato che diventa regista) e Fritz Lang.
Il titolo originale definitivo, Nickelodeon, allude alle prime sale cinematografiche, che soprattutto nel periodo 1905-1910 si chiamavano così perché i film vi venivano proiettati al prezzo di un nickel. Il titolo italiano richiama invece l'omonima canzone di Lelio Luttazzi del 1951, che fu un grande successo del Quartetto Cetra. Ma lo stesso titolo, Vecchia America, era già stato dato proprio nel 1951, in omaggio a quella canzone, al film di Roy Del Ruth On Moonlight Bay.

## Rimandi e citazioni
Vi sono nel film vari rimandi ai film precedenti di Bogdanovich: dal saloon di L'ultimo spettacolo allo scambio di valigie e alla giacca strappata di Ma papà ti manda sola?, dal tiro al bersaglio di Bersagli al personaggio di Tatum O'Neal che richiama quello di Paper Moon.
Numerosi anche i rimandi ad altri film e altri registi. Riporta a Howard Hawks l'amicizia fra uomini messa in crisi da una donna, a John Ford (Un uomo tranquillo) la scazzottata tra i due uomini, mentre non si contano i rimandi al cinema comico muto, da Charlie Chaplin a Buster Keaton, da Harold Lloyd a Stanlio e Ollio.
Nel finale poi vediamo, insieme ai personaggi del film che lo guardano in una sala cinematografica, una scena di Nascita di una nazione di David Wark Griffith (nella sua versione originale, che era intitolata The Clansman).

## Accoglienza
Il film, pur così ricco di rimandi cinefili, fu maltrattato dalla critica, che arrivò a definirlo «patetico esercizio di cannibalismo», «2 ore e 2 minuti di imitazioni, anche se alcune abili e divertenti». Solo la sequenza finale con l'omaggio a Griffith che «fa venire le lacrime gli occhi» colpì favorevolmente i critici dell'epoca.
Anche il protagonista Ryan O'Neal serbava un cattivo ricordo del film e avrebbe preferito che Bogdanovich rispettasse il copione iniziale, serio e molto polemico su Hollywood, scritto da W.S. Richter. Al punto che questo film segnerà la sua rottura con Bogdanovich.
Il film tuttavia è stato rivalutato nel corso degli anni, e anche se «purtroppo perde vigore verso metà, nel complesso resta divertente, stimolato da un cast eccellente». È in effetti l'Effetto notte di Bogdanovich, «testimonianza della sua idea di cinema», «una riflessione corale, ricapitolativa e riepilogativa del suo lavoro, [...] opera concettuale che sistema e dichiara sia il suo stesso cinema che quello da lui amato», ma anche un film ricco di gags da slapstick e da screwball comedy, di scivoloni, inseguimenti, torte in faccia, «un'ilarità vitalistica esasperata dalle necessità del muto che richiedeva sviluppi esclusivamente visivi, dramma e pathos, lacrime o sorrisi ma senza psicologia».
Nel 2009 è uscita in dvd la versione "director's cut" del film, in bianco e nero e con alcuni minuti in più, secondo quello che era il progetto originario di Bogdanovich.